# Левице
 Тази статия е за града в Словакия.  За окръга вижте Левице (окръг).  
Левице (на словашки: Levice) е град в южна Словакия, административен център на окръг Левице в Нитрански край. Населението му е 33 332 души (по приблизителна оценка от декември 2017 г.).
Разположен е на 163 m надморска височина в Среднодунавската низина, на 40 km източно от Нитра и на 24 km северозападно от границата с Унгария. Първото споменаване на селището е от 1156 година, когато то е в границите на Унгария. През 1663 – 1685 година е в Османската империя, през 1919 – 1938 и 1945 – 1993 година – в Чехословакия, а след това – в независима Словакия.